# Castello di Carini
O Castello di Carini é um palácio medieval fortificado que se encontra em Carini, na Sicília, Itália.

## História
O Castello di Carini foi erguido por obra do primeiro feudatário normando, Rodolfo Bonello, guerreiro do séquito do Conde Ruggero I, sobre uma construção árabe anterior.
Em 1283 tornou-se propriedade da família Abate, que começou a transformar a estrutura defensiva, destinando-a a uso residencial. Alinhados com os Chiaromonte na disputa pela posse da coroa, os Abate foram declarados traidores ("felloni") e privados de todos os bens.
Martinho I, o novo Rei da Sicília, concedeu, em 1397, a Terra di Carini ao "miles panormitano" Ubertino La Grua pelos serviços prestados. Ubertino não teve filhos varões e, em 1402, com o privilégio do Rei Martinho I, que participou no contrato de matrimónio, casou a sua única filha, Ilaria, com o catalão Gilberto Talamanca, dando assim origem à Casa La Grua Talamanca, a qual manteria a posse da Baronia de Carini até 1812.
Com o Barão Giovan Vincenzo La Grua Talamanca, o castelo será objecto, a partir de meados do século XV, duma série de obras de restauro e duma evolução arquitectónica que lhe modificaram o uso, passando de "quartel" a palácio para resdência estival.

## Arquitectura
Do ponto de vista artístico-arquitectónico, as muralhas medievais remontam aos séculos XI e XII. Elementos árabo-normandos são reconhecíveis da segunda porta do castelo, onde a arcada de volta quebrada prolonga o impulso.
No alto encontra-se o escudo da família Abbate. Os portais são encimados por escudos que representam um grou, símbolo da família La Grua; outros mostram três torrões de terra, provavelmente símbolo dos Chiaramonte. No andar superior encontra-se o brasão com dois leões erguidos, símbolo dos Lanza.

### Piso térreo
Entrando no piso térreo, encontra-se um espaço com abóbada de aresta que originalmente era uma parede exterior. Um outro espaço, privado de pavimento, mostra as fundações de estruturas precedentes. Um grande salão édividido por duas arcadas de volta quebrada com coluna central.
No lado este do castelo pode, ainda, ver-se uma sala com um lavatório em pedra de Billiemi e uma capela afrescada em trompe-l'oeil, com uma estátua em mármore da Madonna di Trapani (Nossa Senhora de Trapani).

#### A Capela
Dentro da capela admira-se um belíssimo tabernáculo em madeira, da década de 1600, com pequenas colunas coríntias que marcam perspectivamente o espaço. Un balcão em madeira permitia a vista da capela a partir do andar superior.

### Andar Superior
No andar superior, à entrada do qual ficava a ala quatrocentista do castelo, encontra-se um portal marmóreo troviamo onde, entre duas fénixes renascentistas em chamas, está escrito "Et nova sint omnia" ("e tudo seja renovado"), que é a continuação duma outras inscrição presente sobre um outro pórtico de mármore, também do lado sudoeste, onde se onde ler "Recedant Vetera" ("seja cancelado o passado"), provavelmente colocada quando o castelo, sob a direcção do arquitecto netino Matteo Carnalivari, mudou as suas funções de "quartel" para palácio residencial (segunda metade do século XV).
Da porta próxima acede-se ao Salão de Festas, caracterizado por um tecto em madeira, com caixotões, possuindo elementos estalactíticos, todos decorados com brasões nobres, salmos dedicados a Nossa Senhora e escritos alegóricos, entre os quais se encontra o do eixo central: "In medio consistit virtus"; e os dos suportes laterais: "Et in estremis labora".
O tecto em madeira foi realizado concomitantemente com os trabalhos de renovação feitos quando os La Grua Talamanca se aparentaram com a família Ajutamicristo, encontrando-se, de facto, um tecto semelhante no palácio que aquela família possuía em Palermo, obra prima da arquitectura gótico-catalã palermitana.

#### Salão de Festas
O Salão de Festas do andar nobre é um clássico exemplo da sala quatrocentista com tecto em caixotões de madeira, lareira enriquecida com o brasão dos la Grua e amplas janelas. O tecto conserva uma parte original, onde é visível mais uma inscrição em latim: "In Medio Consistit Virtus" ("No Meio está a Virtude").

#### As outras salas
Interesssantes são as salas afrescadas, como aquela onde se encontra o afresco de "Penélope e Ulisses". Uma pequena escada leva à cozinha. Uma sala merece atenção por se caracterizar pelas velas e plumas nos remates, em pedra de os Billiemi, em estilo gótico-catalão.

## A história da Baronesa
O castelo tornou-se famoso como teatro dum trágico acontecimento: no dia 4 de Dezembro de 1563, Dona Laura Lanza di Trabia, Baronesa de Carini, esposa de Dom Vincenzo La Grua-Talamanca, foi assassinada pelo pai, Dom Cesare Lanza di Trabia, por motivos de honra, juntamente com o seu presumível amante, Ludovico Vernagallo. Os actos de morte dos dois encontram-se transcritos no arquivo histórico da Igreja Matriz de Carini.
O "Caso da Senhora de Carini" não chegou imediatamente ao domínio público, pois o poder das famílias envolvidas logo conseguiu silenciar os cronistas da época, que se limitaram a registar a data e a notícia da morte da Senhora de Carini. Dom Cesare Lanza di Trabia foi solto em virtude da lei vigente, vindo a ser agraciado, no ano seguinte, com o título de Conde de Mussomeli.
Do acontecimento se ocupou, em meados do século XIX, o estudioso Salvatore Salomone Marino, que reconstuiu a cena graças aos vários contos populares transmitidos ao longo dos séculos pelos menestréis, a história de Laura e do seu amado Ludovico.
Uma lenda diz que, na data de aniversário da lavagem da honra, aparece na sala onde Laura foi morta a marca da mão ensaguentada deixada pela baronesa assassinada. 